# ألم المرفق
ألم المرفق Elbow pain هو شعور بعدم الراحة في المرفق ويعد السبب الأكثر شيوعًا لألم المرفق هو التهاب الأنسجة في منطقة المرفق. والعلاج الأكثر شيوعًا هو ممارسة تمارين معينة للمساعدة على تخفيف الألم. قد تزداد الأعراض عند عدم استخدام المرفق الملتهب لفترة طويلة من الزمن كما يمكن استخدام المسكنات لتخفيف الألم.